# Paul Gladon
 (septembre 2018).
Paul Gladon, né le 18 mars 1992 à Hoofddorp aux Pays-Bas, est un footballeur néerlandais. Il évolue au poste d'attaquant au Fortuna Sittard.

## Biographie
Il inscrit 17 buts en Eerste divisie lors de la saison 2013-2014 avec l'équipe du FC Dordrecht, puis 13 buts la saison suivante dans ce même championnat avec le Sparta Rotterdam.

## Palmarès
- Champion des Pays-Bas de D2 en 2012 avec le Sparta Rotterdam et en 2014 avec le FC Dordrecht